# سمن‌آباد
سمن‌آباد (به انگلیسی: Samanabad) یک منطقهٔ مسکونی در پاکستان است که در پنجاب واقع شده‌است.